# Таппе, Хорст
Хорст Таппе (нем. Horst Tappe; 13 мая 1938, Гютерсло, нацистская Германия — 21 августа 2005, Веве, Швейцария) — известный немецкий фотограф, создавший целую галерею фотопортретов художников, писателей, философов, учёных, актёров, музыкантов со всего мира.

## Биография
Родился в Вестфалии. Обучался в экспериментальной фотошколе близ Франкфурта. Затем продолжил учёбу в школе фотографии в Веве в Швейцарии, получил квалификацию профессионального фотографа. Его встреча с Гертрудой Фер сыграла решающую роль в определении фотографического стиля.
С 1965 года до смерти, жил и работал в Territet-Veytaux г. Монтрё, Швейцария, на берегу Женевского озера. Регулярно посещал крупные города Европы, где фотографировал известных представителей искусства, политики и науки. Созданные им портреты в течение многих десятилетий появлялись на страницах ведущих газет и журналов всего мира, а также были представлены на многочисленных персональных выставках.
В 1979 году он стал почётным членом Американского общества журнальных фотографов.

## Творчество
Он автор фотопортретов около 5000 писателей, художников, музыкантов, политиков и знаменитостей, среди которых были Конрад Аденауэр, Изабель Альенде, Вилли Брандт, Канетти , Чарли Чаплин, Ноэл Кауард , Сальвадор Дали, Ян Флеминг, Патриция Хайсмит, Эрнст Юнгер, Оскар Кокошка, Габриэль Гарсиа Маркес, Владимир Набоков, Пабло Пикассо, Эзра Паунд, Салман Рушди, Жорж Сименон, Сьюзен Зонтаг, Воле Шойинка, Игорь Стравинский, Питер Устинов и другие. За каждым из его портретов стоит история о встрече или дружбе.
Х. Таппе был на протяжении многих лет проводил фотосъёмку русско-американского писателя Владимира Набокова (1899—1977) и художника и графика Оскара Кокошки (1886—1980), которых фотограф увековечил в бесчисленных портретах.